# Tensta (Stockholm)
Pour les articles homonymes, voir Tensta (homonymie).
Tensta est quartier du nord de Stockholm, en Suède, dans le district de Järva. 

## Description
Elle est desservie par la ligne bleue du métro de Stockholm (station Tensta). Sa population s'élevait à 17436 personnes en 2003.

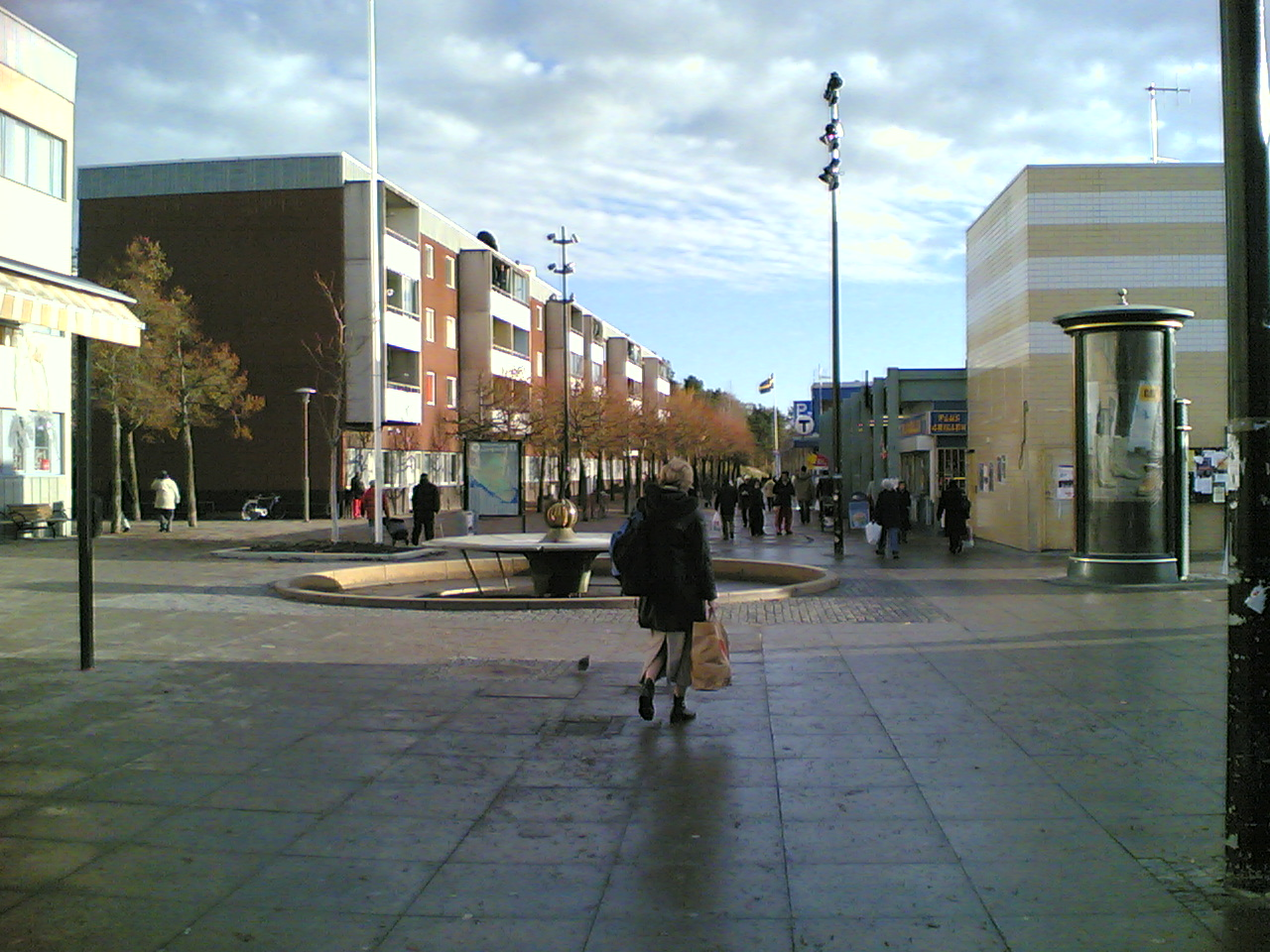
Une rue de Tensta.

Le quartier moderne de Tensta, surtout formé d'ensembles de logements en éléments préfabriqués (Plattenbau), a été construit dans les années 1960.